# Мисс Интернешнл 1983
Мисс Интернешнл 1983 (англ. Miss International 1983) — 23-й международный конкурс красоты Мисс Интернешнл, проведённый 10 октября 1983 года в Осаке, Япония, который выиграла Хидхет Сандоваль из Коста-Рики.

## Финальный результат
| Финальный результат  | Участницы |
| -------------------- | --- |
| Мисс Интернешнл 1983 | - Коста-Рика — Хидхет Сандоваль |
| 1-я вице-мисс        | - Австралия — Мишель Мари Бантинг |
| 2-я вице-мисс        | - Дания — Инге Равн Томсен |
| Топ 15               | - Бельгия — Марина Де Райк - Колумбия — Марта Лилианна Руис Ордус - Англия — Никола Стэнли - Нидерланды — Бригитта Бергман - Ирландия — Сандра Еглингтон - Италия — Федерика Сильвия Терш - Япония — Акэми Фудзита - Республика Корея — Чанг Янг-сун - Новая Зеландия — Бренда Деннис Нгатай - Шотландия — Элисон Данн - Испания — Милагрос Перес Кастро - США — Кимберли Анн Блейер |

## Специальные награды
| Награда                    | Участница                          |
| -------------------------- | ---------------------------------- |
| Лучший национальный костюм | - Республика Корея — Чанг Йюнг-сун |
| Мисс Дружба                | - Боливия — Элиана Лимпиас Суарес  |
| Мисс Фотогеничность        | - Англия — Никола Стэнли           |

## Участницы
| - Австралия — Мишель Мари Бантинг - Австрия — Эвелин Рилл - Бельгия — Марина Де Руйик - Боливия — Элиана Лимпиас Суарес - Бразилия — Жоржия Марино Вентура - Канада — Старр Андреефф - Колумбия — Марта Лиалиана Руис Ордус - Коста-Рика — Хидхет Сандоваль Эррера - Дания — Инге Равн Томсен (Universe 83) - Англия — Никола Стэнли - Финляндия — Ниина Маарит Кесёниеми (Intercontinental 83) - Франция — Валери Генвеур - Германия — Лоана Катарина Радеки (SF Universe 83; 4th RU Europe 84) - Греция — Плусия «Sia» Фарфараки (Universe 83; SF Europe 84) - Гуам — Шэннон Дилбек - Нидерланды — Бригитта Бергман (Universe & World 85; 2nd RU Europe 85) - Гондурас — Илеана Мариса Лопес Туркиос - Гонконг — Ив Ли Йует-Фу - Исландия — Стейнунн Йоханна Бергманн - Индия — Сахила Вимал Када | - Ирландия — Сандра Эглингтон - Израиль — Сигаль Фогель - Италия — Федерика Сильвия Терш (World 84) - Япония — Акэми Фудзита - Республика Корея — Чунг Йюнг-сун - Малайзия — Хелен Анн Петерс - Мексика — Росальба Чавес Карретеро - Новая Зеландия — Бренда Деннис Нгатай - Северные Марианские Острова — Маргарит Тонерио Бенавенте - Норвегия — Кристин Зейнер - Филиппины — Флор Эден «Epang» Гуано Пастрана - Португалия — Кесалтину да Конкейкиу Лопиш да Силва (World 83) - Шотландия — Элисон Данн - Сингапур — Патриция Нгоу Пуи Ли - Испания — Милагрос Перес Кастро (World 83) - Швейцария — Барбара Зендер - Таиланд — Касама Сенават - Турция — Гузин Йилдиз - США — Кимберли Анн Блейзер - Венесуэла — Донна Боттон Тиранте - Уэльс — Лианн Патриция Грей (Universe 83 и Europe 84) |

## Вне конкурса
- Аргентина — Патрисия Марискони
- Швеция — Сусан Саломонссон